# Benazir Bhutto
Benazir Bhutto (født 21. juni 1953 i Karachi, død 27. december 2007 i Rawalpindi) var en pakistansk politiker, og verdens første kvindelige leder af et muslimsk land. Hun var premierminister i 1988-1990 og 1993-1996. 
Benazir Bhutto blev født d. 21. juni 1953 i Karachi som den ældste datter af den tidligere premierminister, Zulfikar Ali Bhutto, og Begum Nusrat Ispahani, som var af iransk oprindelse. Hun var uddannet ved Harvard University og Oxford University.
Efter hendes fars, Zulfikar Ali Bhutto, henrettelse i 1979 blev Benazir Bhutto leder af sin fars parti, Pakistan Peoples Party (PPP). Hun har flere gange siddet i husarrest fra 1979 til 1984 og var i eksil fra 1984 til 1986. Da Pakistans præsident Zia døde i 1988, opstod der et magttomrum i Pakistan, og ved det efterfølgende valg vandt Bhuttos parti PPP det største antal pladser i Nationalforsamlingen, og hun blev premierminister. 
Som premierminister formåede hun ikke at bekæmpe hverken Pakistans udbredte fattigdom, korruptionen eller den omfattende kriminalitet, og hun blev afsat med anklager om bl.a. korruption og krav om nyvalg fra Pakistans præsident i 1990. Hendes parti led nederlag ved valget, og hun blev herefter oppositionsleder. Ved valget i 1993 vandt PPP igen flertallet, omend knebent. Bhutto blev regeringsleder, men regeringen blev afsat i 1996 efter nye anklager om korruption og dårlig økonomisk ledelse. Bhutto sad derefter i selvvalgt eksil fra 1999 på grund af korruptionsanklagerne og vendte tilbage til Pakistan 18. oktober 2007. 
Inden hun vendte hjem, havde hun indgået en aftale med General Musharraf, så hun var garanteret amnesti. Samtidig var korruptionsanklagerne mod hende trukket tilbage. Samme dag som hun vendte hjem til Pakistan anrettedes et attentat mod hende i Karachi. Hendes kortege blev udsat for et bombeangreb og over 100 personer omkom, men Bhutto forblev uskadt. Da Musharraf indførte undtagelsestilstand i november 2007, protesterede Bhutto og planlagde stort organiserede protester mod regeringen. 9. november 2007 blev hun sat i husarrest, men slap fri dagen efter.

## Død
Benazir Bhutto blev efter et valgmøde i den pakistanske by Rawalpindi dræbt af 2 skud, der angiveligt skulle have ramt hende i hovedet og brystet, affyret af en mand, der pludselig dukkede op, da Bhutto og andre partiledere forlod mødet.   Den ukendte gerningsmand sprængte sig selv i luften, efter at han havde affyret skuddene mod Bhutto, hvorved yderligere 15 mennesker blev dræbt og flere såret. 
Benazir Bhutto døde på et nærliggende hospital den 27. december 2007 kl. 14.15 dansk tid.
Benazir Bhutto blev 54 år.